# Zieloni (Luksemburg)
Zieloni (luks. déi gréng) – luksemburska partia polityczna należąca do Europejskiej Partii Zielonych powołanej w lutym 2004 w Rzymie.
Déi gréng w wyborach do Parlamentu Europejskiego w 2004 wprowadziła swojego przedstawiciela – Claude’a Turmesa – do Parlamentu Europejskiego, który należy do Grupy Zielonych – Wolny Sojusz Europejski – czwartej największej grupie politycznej PE.